# Lâu đài Spiš
Lâu đài Spiš (tiếng Slovak: Spišský hrad, pronunciationⓘ; tiếng Hungary: Szepesi vár; tiếng Ba Lan: Zamek Spiski; tiếng Đức: Zipser Burg) là một tàn tích lâu đài nằm ở Spišská Nová Ves, Spiš, phía đông Slovakia. Đây là một trong những quần thể lâu đài lớn nhất ở Trung Âu với diện tích 41.426 mét vuông. Nó nằm phía bên trên thị trấn Spišské Podhradie và làng Žehra,trong vùng được gọi là Spiš (tiếng Hungary: Szepes, tiếng Đức: Zips, tiếng Ba Lan: Spisz, tiếng Latinh: Scepusium). Lâu đài được UNESCO công nhận là Di sản thế giới vào năm 1993 cùng với các địa điểm lân cận là Spišská Kapitula và Žehra. Nó được quản lý bởi Bảo tàng Spiš tại Levoča, một đơn vị thuộc Bảo tàng Quốc gia Slovakia.

## Hình ảnh

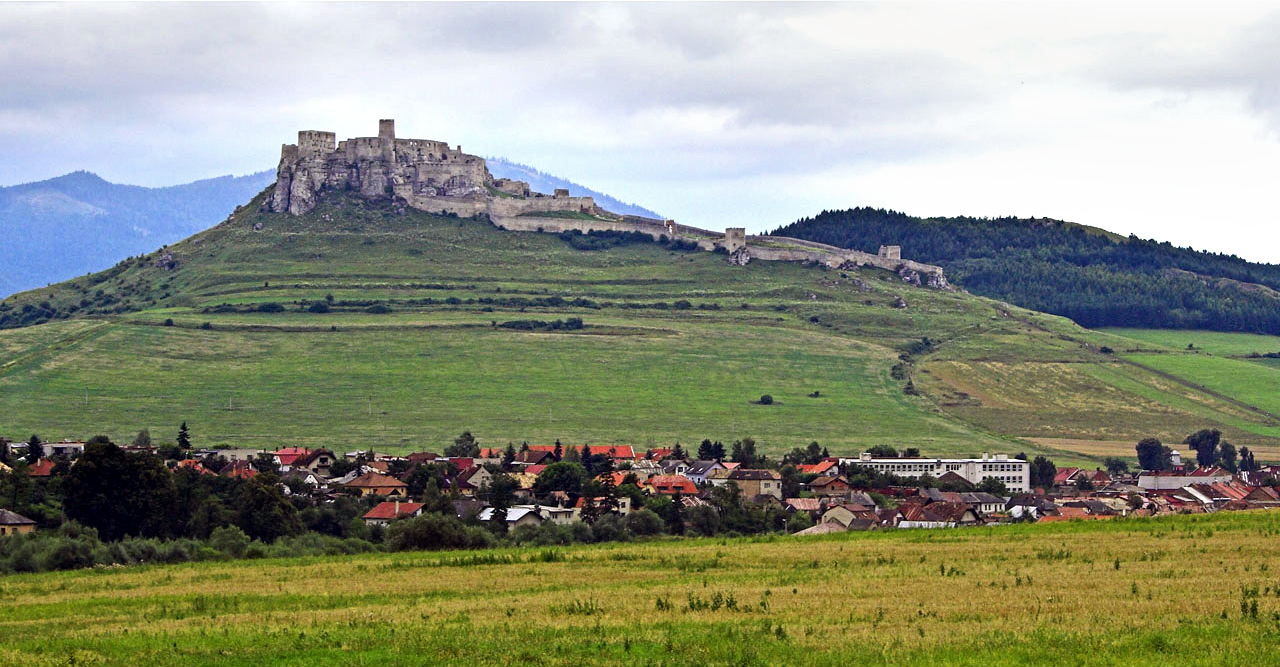
Tổng thể lâu đài
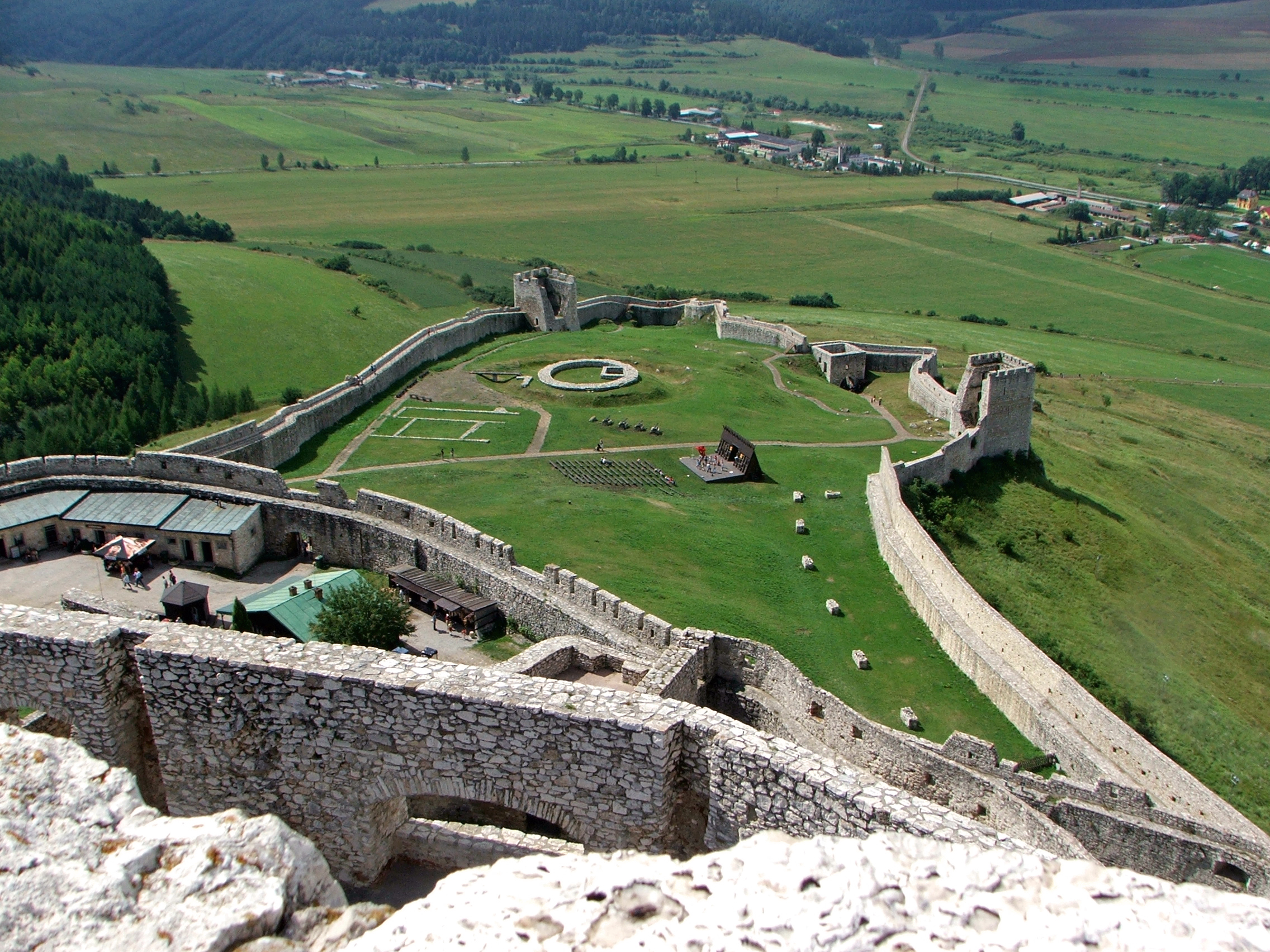
Phía dưới thành
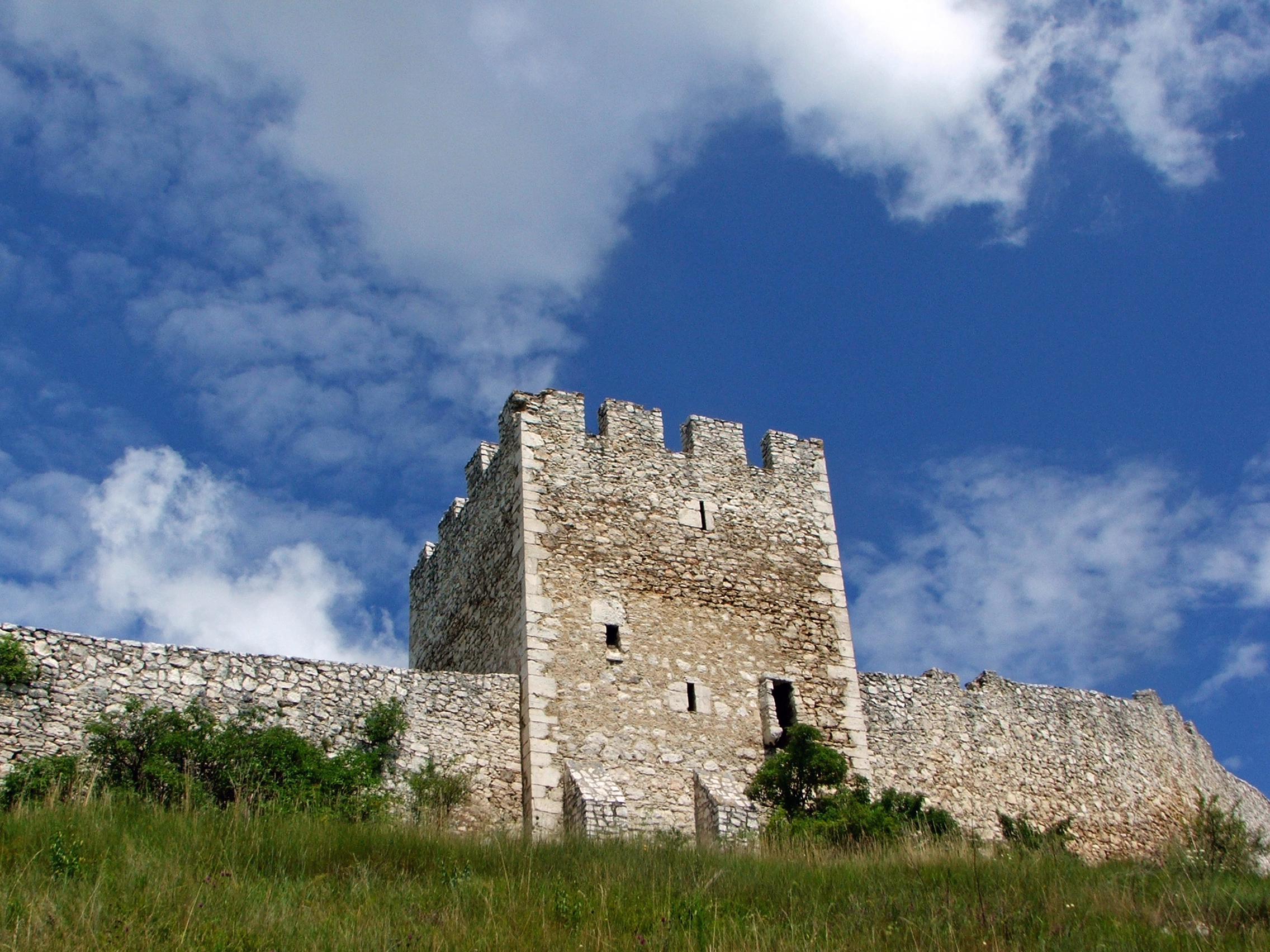
Tường và tháp
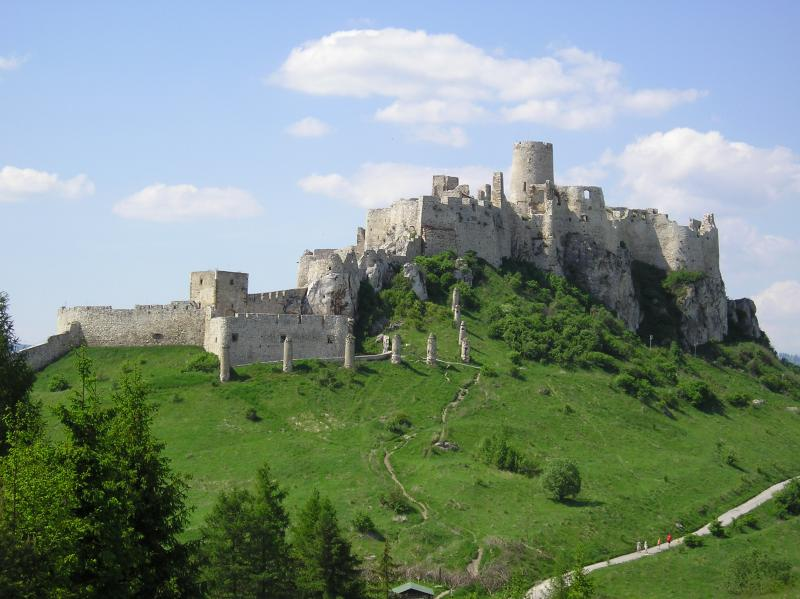
Góc nhìn phía đông
Quang cảnh lâu đài được dựng lại ở thời kỳ đỉnh cao của nó vào thế kỷ XVI
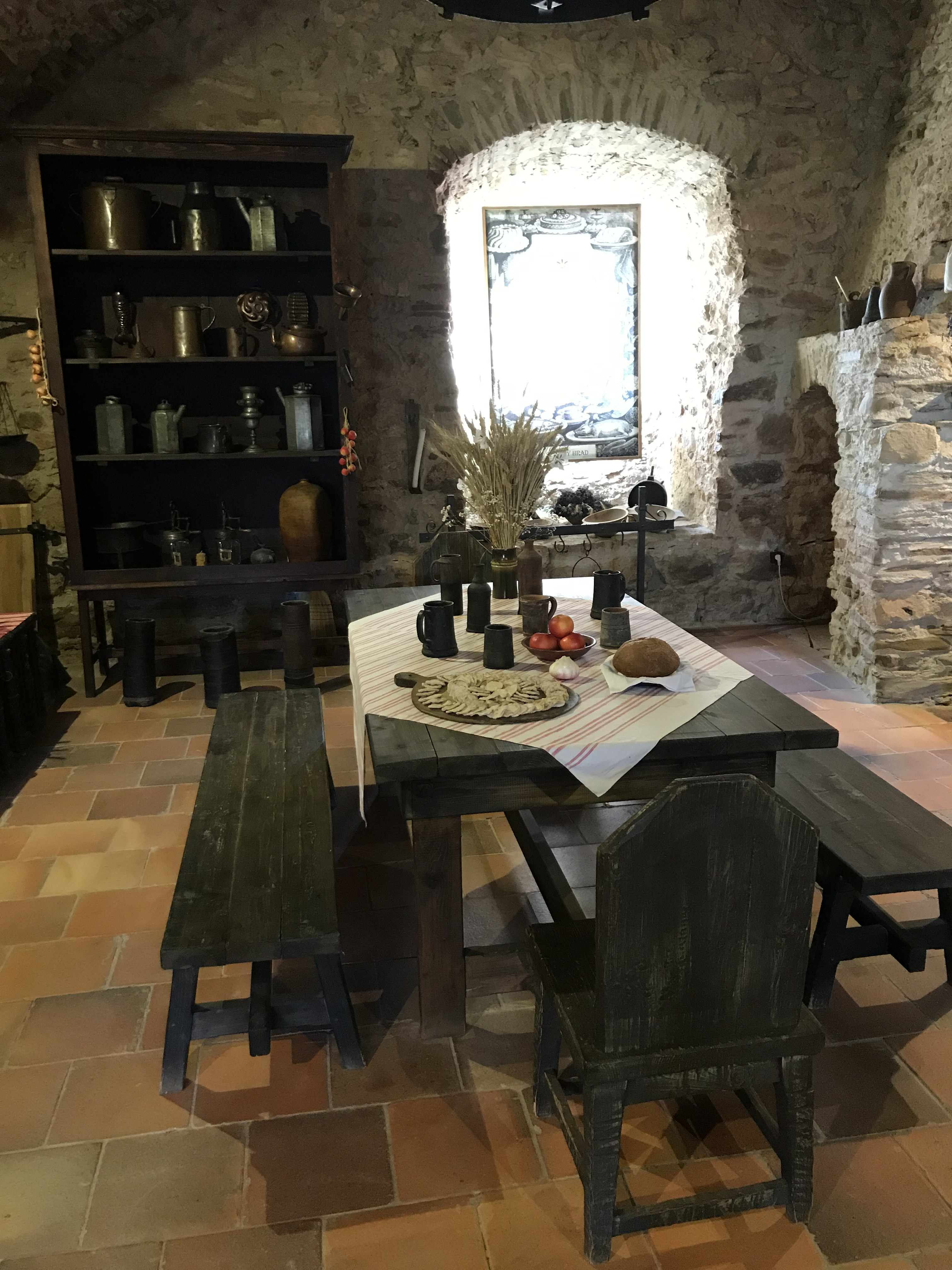
Triển lãm bảo tàng trong lâu đài

## Lịch sử

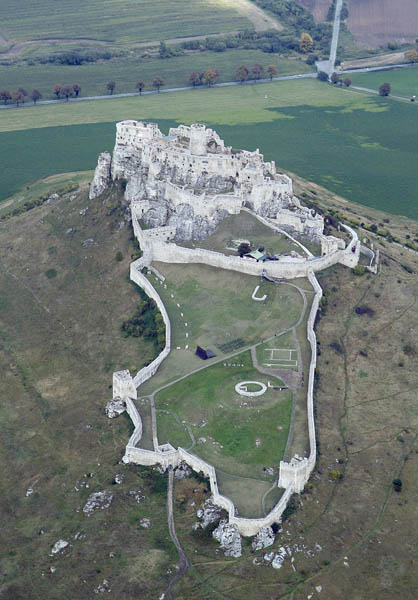
Ảnh chụp lâu đài trên không

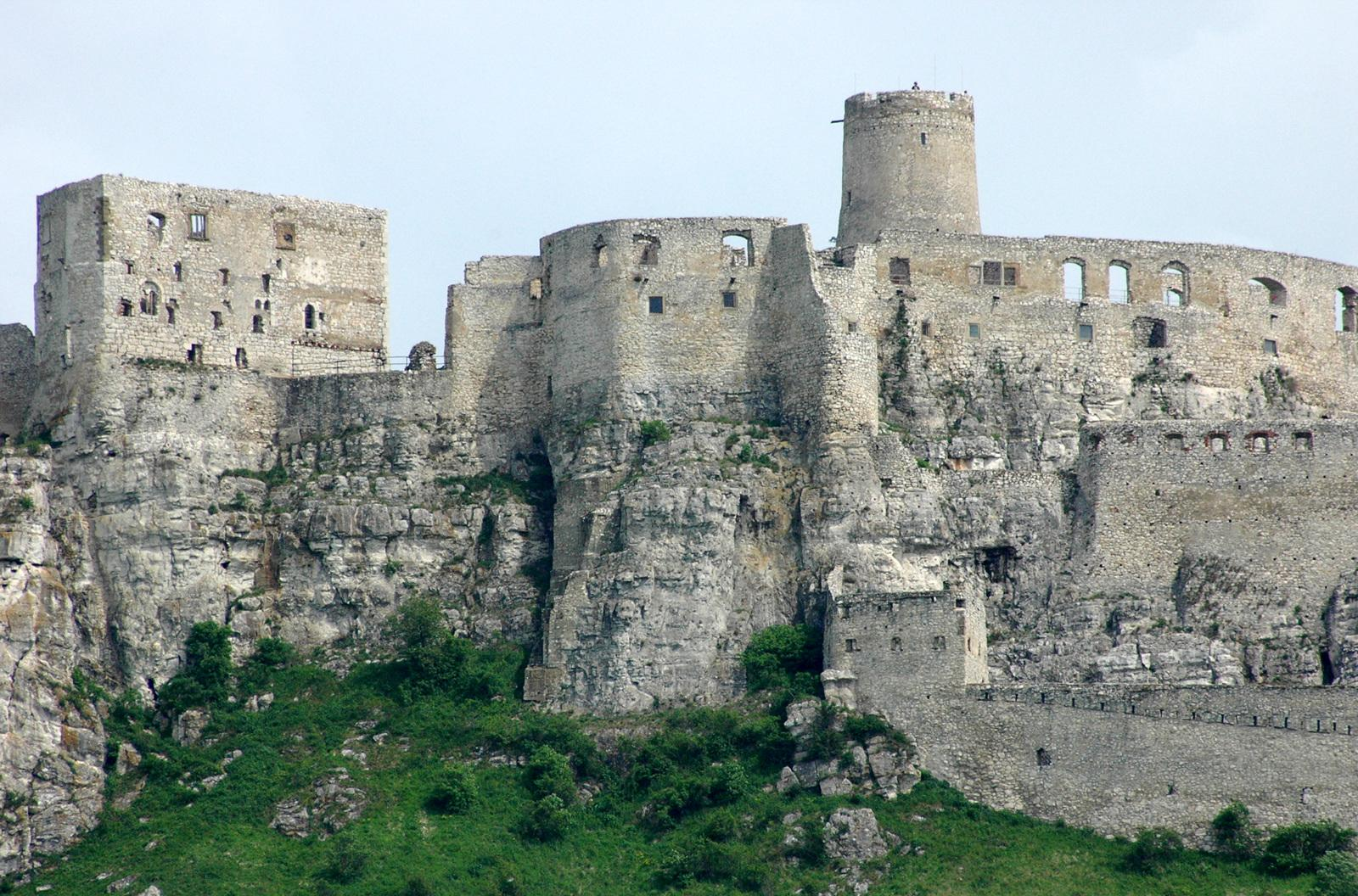
Lâu đài Spiš - phần trung tâm